# Il sosia (Dostoevskij)
Il sosia (in russo: Двойник, Dvojnik) è un romanzo di Fëdor Dostoevskij pubblicato nel 1846 sulla rivista Otečestvennye Zapiski (edizione definitiva 1865-1866). Il romanzo presenta il topos letterario del doppio.

## Trama
Il "nostro eroe" (come lo chiama l'autore), o protagonista della storia, è il consigliere titolare Jakov Petrovič Goljadkin, di cui è descritto passo dopo passo il degrado psicologico, fino al raggiungimento della follia vera e propria.
Jakov Petrovič è interessato alla figlia del proprio superiore, Klara Olsuf'evna; dopo essere stato vergognosamente cacciato da una festa presso il palazzo di lei, incontra una curiosa figura che non solo gli somiglia in maniera impressionante, ma porta anche il suo stesso nome, oltre ad aver vissuto la sua stessa storia e provenire dal suo stesso paese. Egli lo segue in ogni luogo ed è presente specialmente nelle situazioni più goffe e imbarazzanti: col suo sorriso beffardo e le sue battute pungenti non esita a umiliare ulteriormente il protagonista della storia.
Questo "Goljadkin minore", come lo chiama l'autore, si rivelerà infatti un vero e proprio antagonista del "Goljadkin maggiore": lo metterà in ridicolo davanti a tutti i colleghi e otterrà la fiducia delle persone più autorevoli della società pietroburghese, a discapito del "nostro eroe", che nel patetico tentativo di salvaguardare la propria dignità e mettere in cattiva luce il suo nemico, perderà ogni briciolo di considerazione da parte di tutti.
Il racconto termina allorché Jakov Petrovič è attirato con l'inganno ad una festa, dove in realtà lo attende il medico Rutenspitz per portarlo in un istituto d'igiene mentale: il sosia del signor Goljadkin si rivela essere una mera proiezione di determinati aspetti della coscienza di questi.

## Trasposizioni cinematografiche
Il film del 1968, Partner di Bernardo Bertolucci trae ispirazione nella stesura del soggetto, da questo romanzo.
Il thriller psicologico del 2004 L'uomo senza sonno di Brad Anderson è stato influenzato fortemente dal romanzo di Dostoevskij.
Darren Aronofsky, parlando del suo film Il cigno nero del 2010, ha nominato il libro come una delle sue fonti di ispirazione.
Il film del 2013 Il sosia - The Double di Richard Ayoade è ispirato alla storia di Goljadkin, sebbene sia ambientato in epoca moderna. Il protagonista e il suo doppio sono interpretati da Jesse Eisenberg e il suo amore impossibile è Mia Wasikowska.

## Edizioni italiane
- Teodoro Dostoievckij, Il sosia: racconto pietroburghese, trad. di Boris Jakovenko, Lanciano, Carabba, 1926.
- Fjodor Dostojevskij, Il sosia, traduzione di S. Osser, Collezione Scrittori italiani e stranieri, Milano, Delta, 1929.
- Fedor Dostoevskij, Il sosia. Romanzo, trad. di Sergio Balakoucioff, Collana Biblioteca reclame, Milano, Bietti, 1932.
- Fjodor Dostojevskij, Il sosia. Racconti, prima traduzione integrale e conforme al testo russo con note di Carol Straneo, Collezione Il Genio Russo, Torino, Slavia, 1933; trad. riveduta, L'Aquila, REA Edizioni, 2022.
  - Fedor Dostoevskij, Il sosia. Romanzo, trad. di Carol Straneo, illustrato da Alfred Kubin, Milano, TEA, 1991, ISBN 88-78-192-16-3.
- Fëdor Michajlovič Dostoevskij, Il sosia, in: Racconti e romanzi brevi, voll. II-III, trad. di Silvio Polledro, Collana I grandi classici stranieri, Firenze, Sansoni, 1951.
- F. Dostoievski, L'altro io, Prefazione e traduzione di Umberto Barbaro, Roma, Contemporanea, 1945.
- Fedor Dostoevskij, Il sosia: poema pietroburghese, trad. di S. Polledro, Introduzione di Aldo Busi, Cronologia e note al testo a cura di Maria Bianca Luporini, Collana Universale Letteraria n.17, Firenze, Sansoni, 1989, ISBN 978-88-383-1033-1.
- Fjodor Dostoevskij, Il sosia. Un brutto caso, trad. di Alfredo Polledro, Collana Biblioteca Moderna n.451, Milano, Arnoldo Mondadori Editore, 1956.
  - Il sosia, Introduzione di Giovanna Spendel, con un saggio di André Gide, Collana Oscar Classici n.60, Milano, Mondadori, 1985, 2001 ISBN 88-04-258-19-5. Anche in Romanzi brevi, Collana Oscar Grandi classici n.9, Mondadori, 1990.
- Il sosia. Poema pietroburghese, trad. di Giacinta De Dominicis Jorio, Collana BUR, Milano: Rizzoli, 1962, pp.210; Introduzione di Vittorio Strada, Collana BUR, Milano, Rizzoli, 1983-2025, ISBN 88-17-153-74-5.
- Il sosia, a cura di Fausto Malcovati, trad. di Pietro Zveteremich, Milano, Garzanti, 1966; Collana I grandi libri, Garzanti, 2006, ISBN 8811360714, pp. 130.
- Il sosia. Poema pietroburghese, trad. e cura di Claudia Zonghetti, con un "riflesso" di Innokentij Annenskij, Rimini, Guaraldi, 1996; Collana Stelle dell'Orsa Maggiore, Torriana, Orsa maggiore, 1996.
- Il sosia, trad. di Gianlorenzo Pacini, Prefazione di Olga Belkina, Collana UEF. I Classici, Milano, Feltrinelli, 2003-2025, ISBN 88-07-821-64-8.
- Il sosia, traduzione di Sarah Tardino, Collana I Grandi Classici, 2020, ISBN 978-88-631-1443-0. - Roma, Theoria, 2023, ISBN 978-88-549-8302-1.
- Il sosia, traduzione di Serena Prina, Collana Biblioteca, Vicenza, Neri Pozza, 2022, ISBN 978-88-54524-00-2.
- Il sosia, a cura di Aleksei Bukowski, Collana Grandi Classici, Crescere Edizioni, 2025, ISBN 979-12-545-4339-9.
- Il sosia, traduzione di Mirco Gallenzi, Introduzione di Giovanna Spendel, Collana Oscar Classici, Milano, Mondadori, 2025, ISBN 978-88-047-9979-5.